# Brian Dunn
Brian Dunn, né le 4 mai 1974 à Tampa, est un joueur de tennis américain, professionnel entre 1992 et 1996.

## Carrière
Joueur très grand (2,01 m) et très précoce, il commence le tennis à 6 ans. Il est vainqueur aux Petits As en 1988. En 1992, il est finaliste des tournois junior de l'Open d'Australie et de Wimbledon puis vainqueur à l'US Open.
Dans les tournois majeurs, il a participé sur invitation au Masters de Miami et à l'US Open en 1992 où il passe un tour. Il a remporté trois matchs dans des tournois ATP (Atlanta en 1993, Tampa en 1994 et Memphis en 1995). Sur le circuit secondaire Challenger, il est finaliste à Naples et vainqueur en double à Taschkent en 1995.
Il doit arrêter le tennis en septembre 1996 après à peine cinq années sur le circuit à cause d'une blessure au genou.

## Parcours dans les tournois duGrand Chelem

### En simple
| Année | Open d'Australie | Open d'Australie | Internationaux de France | Internationaux de France | Wimbledon | Wimbledon | US Open        | US Open   |
| ----- | ---------------- | ---------------- | ------------------------ | ------------------------ | --------- | --------- | -------------- | --------- |
| 1992  | —                | —                | —                        | —                        | —         | —         | 2e tour (1/32) | M. Zoecke |

N.B. : à droite du résultat se trouve le nom de l'ultime adversaire.

### En double
| Année | Open d'Australie | Open d'Australie | Internationaux de France | Internationaux de France | Wimbledon | Wimbledon | US Open                   | US Open           |
| ----- | ---------------- | ---------------- | ------------------------ | ------------------------ | --------- | --------- | ------------------------- | ----------------- |
| 1993  | —                | —                | —                        | —                        | —         | —         | 1er tour (1/32) V. Spadea | K. Flach R. Leach |

N.B. : le nom du ou de la partenaire se trouve sous le résultat ; le nom des ultimes adversaires se trouve à droite.